# Alıçlı, Ladik
Alıçlı là một xã thuộc huyện Ladik, tỉnh Samsun, Thổ Nhĩ Kỳ. Dân số thời điểm năm 2010 là 40 người.